# Pia Skrzyszowska
Pia Skrzyszowska (Varsavia, 20 aprile 2001) è un'ostacolista polacca, campionessa europea dei 100 metri ostacoli a Monaco di Baviera 2022.

## Biografia
È nata a Varsavia il 20 aprile 2001, figlia dell'ex lunghista Jolanta Bartczak.

## Carriera
Il 21 agosto 2022, agli europei di Monaco di Baviera 2022, si fregia della medaglia d'oro nei 100 metri ostacoli con un tempo di 12"53, precedendo l'ungherese Luca Kozák e la svizzera Ditaji Kambundji.

## Progressione

### 100 metri ostacoli
| Stagione | Tempo | Luogo   | Data      | Rank. Mond. |
| -------- | ----- | ------- | --------- | ----------- |
| 2024     | 12"42 | Roma    | 8-6-2024  |             |
| 2023     | 12"59 | Berna   | 4-8-2023  |             |
| 2022     | 12"51 | Chorzów | 6-8-2022  |             |
| 2021     | 12"75 | Tokyo   | 31-7-2021 |             |
| 2020     | 13"01 | Łódź    | 14-9-2020 |             |
| 2019     | 13"35 | Borås   | 20-7-2019 |             |

## Palmarès
| Anno | Manifestazione  | Sede      | Evento    | Risultato  | Prestazione | Note                                     |
| ---- | --------------- | --------- | --------- | ---------- | ----------- | ---------------------------------------- |
| 2019 | Europei U20     | Borås     | 100 m hs  | Argento    | 13"35       |                                          |
| 2021 | Europei U23     | Tallinn   | 100 m hs  | Oro        | 12"77       |                                          |
| 2022 | Mondiali indoor | Belgrado  | 60 m hs   | Semifinale | 7"17        |                                          |
| 2022 | Mondiali        | Eugene    | 100 m hs  | Semifinale | 12"62       | =                                        |
| 2022 | Europei         | Monaco    | 100 m hs  | Oro        | 12"53       |                                          |
| 2022 | Europei         | Monaco    | 4×100 m   | Argento    | 42"61       | Record nazionale                         |
| 2023 | Giochi europei  | Chorzów   | 100 m hs  | Oro        | 12"77       | [ 2 ]                                    |
| 2023 | Giochi europei  | Chorzów   | A squadre | Argento    | 402,5 p.    | [ 2 ]                                    |
| 2023 | Mondiali        | Budapest  | 100 m hs  | Semifinale | 12"71       |                                          |
| 2023 | Mondiali        | Budapest  | 4x100 m   | 5ª         | 42"66       |                                          |
| 2024 | Mondiali indoor | Glasgow   | 60 m hs   | Bronzo     | 7"79        |                                          |
| 2024 | Europei         | Roma      | 100 m hs  | Bronzo     | 12"42       | Miglior prestazione personale            |
| 2024 | Giochi olimpici | Parigi    | 100 m hs  | Semifinale | 12"55       |                                          |
| 2025 | Europei indoor  | Apeldoorn | 60 m hs   | Bronzo     | 7"83        | Miglior prestazione personale stagionale |
| 2025 | Mondiali indoor | Nanchino  | 60 m hs   | 4ª         | 7"74        |                                          |

## Altre competizioni internazionali
2021
- Campionati europei a squadre di atletica leggera ( Chorzów)